# Relaciones Cuba-Guinea Ecuatorial
Las relaciones Cuba-Guinea Ecuatorial son las relaciones internacionales entre la República de Cuba y la República de Guinea Ecuatorial. Tras la Revolución Cubana de 1959 y el ascenso al poder de Teodoro Obiang en 1979, el país insular caribeño y la nación africana han estrechado sus vínculos económicos y socioculturales. En ambos países el idioma oficial es el español. 
Estos dos países han sido cuestionados por organizaciones internacionales, siendo catalogados como regímenes autoritarios donde se limitan ciertas libertades democráticas, como algunos derechos humanos y el correcto ejercicio del imperio de la ley. 

## Historia
Desde la Guinea Española fueron enviados esclavos negros hacia a la Isla de Cuba, mientras ambos territorios se encontraban bajo el dominio del Imperio español. Esto provocó que algunos de los afrocubanos tengan un origen ecuatoguineano. En septiembre de 1865, mediante una Real Orden emanada por la reina Isabel II de España, se autorizó el traslado de negros y mulatos que voluntariamente deseasen regresar al África desde la Capitanía General de Cuba hacia el actual territorio ecuatoguineano, especialmente hacia la isla de Fernando Poo (actual Bioko).

## Cooperación
Se han visto esfuerzos por parte de ambos países por incrementar los vínculos en distintas áreas. En el ámbito económico se han suscrito convenios bilaterales de asistencia y cooperación, especialmente en los sectores de pesca, minería y medioambiente.
En salud, la Brigada Médica Cubana en Guinea Ecuatorial es un organismo de asistencia permanente de la Unidad Central de Colaboración Médica dependiente del Ministerio de Salud Pública de Cuba.

## Misiones diplomáticas
Las relaciones bilaterales entre Cuba y Guinea Ecuatorial fueron establecidas a nivel de embajadas el 27 de diciembre de 1972. Cuba es junto a Venezuela y Brasil, los tres únicos países de América Latina que en la actualidad mantienen misiones diplomáticas bilaterales con Guinea Ecuatorial. 
- Cuba tiene una embajada en Malabo.[4]
- Guinea Ecuatorial tiene una embajada en La Habana.[5]